# Col de San Giacomo
Le col de San Giacomo est un col de montagne situé dans les Alpes, à la frontière entre l'Italie et la Suisse, à 2 306 ou 2 309 mètres d'altitude.

## Géographie
Le col se trouve entre le Piémont (Italie) et le canton du Tessin (Suisse). La frontière entre les deux pays se trouve sur une ligne de crête ; sur son versant nord (Suisse) coulent les eaux du Tessin, sur son versant sud il s'agit de celles du Toce. Ces deux rivières sont des affluents du Pô. Sur cette ligne de crête, le col se trouve entre l'Helgenhorn à l'ouest (2 837 m) et le Marchhorn à l'est (2 962 m).

## Histoire
Durant l'entre-deux-guerres, l'Italie construit une route sur son versant et demande à la Suisse d'en faire de même sur le sien. En réponse, un fort militaire est construit par la Suisse de son côté du col.